# Je-Vaughn Watson
Je-Vaughn Watson (ur. 22 października 1983 w Saint Catherine) – jamajski piłkarz występujący na pozycji obrońcy.

## Kariera klubowa
Watson seniorską karierę rozpoczynał w 2005 roku w zespole Sporting Central Academy. Spędził tam 5,5 roku. W 2011 roku podpisał kontrakt z amerykańskim Houston Dynamo. W MLS zadebiutował 24 kwietnia 2011 roku w zremisowanym 1:1 pojedynku z Chicago Fire. W 2016 trafił do New England Revolution.

## Kariera reprezentacyjna
W reprezentacji Jamajki Watson zadebiutował w 2008 roku. W 2011 roku został powołany do kadry na Złoty Puchar CONCACAF.